# Bourahim Jaotombo
Bourahim Jaotombo (ur. 19 września 1992 w Ambilobe) – madagaskarski piłkarz grający na pozycji pomocnika. Od 2022 jest zawodnikiem klubu La Tamponnaise.

## Kariera klubowa
Do 2016 roku Jaotombo grał w klubie AS Adema. W latach 2017–2018 był zawodnikiem CNaPS Sport, z którym w sezonach 2017 i 2018 został mistrzem Madagaskaru. W latach 2019–2021 występował w reuniońskiem US Sainte-Marienne, z którym w 2019 wywalczył wicemistrzostwo Reunionu. W 2022 przeszedł do La Tamponnaise.

## Kariera reprezentacyjna
W reprezentacji Madagaskaru Jaotombo zadebiutował 5 czerwca 2016 roku w przegranym 1:6 meczu kwalifikacji do Pucharu Narodów Afryki 2017 z Demokratyczną Republika Konga, rozegranym w Mahajandze. Od 2016 do 2018 wystąpił w kadrze narodowej 17 razy i strzelił 2 gole.